# Кубок Латвийской ССР по футболу 1980
Кубок Латвийской ССР по футболу 1980 — розыгрыш Кубка Латвийской ССР.

## 1/32 финала
| Хозяева                    | Счёт | Гости                     |
| -------------------------- | ---- | ------------------------- |
| Варпа (Гулбене)            | 1:2  | АК №7 (Даугавпилс)        |
| Саулкрасты (Рижский район) | 1:2  | РКИИГА (Рига)             |
| Сельмаш (Елгава)           | 2:0  | Машиностроитель (Резекне) |
| Алоя                       | 4:3  | Юность (Рига)             |
| Лиелупе (Юрмала)           | 4:1  | Ригасельмаш (Рига)        |
| Доломит (Екабпилс)         | 4:1  | РПИ-2 (Рига)              |
| Сарканайс квадратс (Рига)  | 2:1  | 9 Мая (Рижский район)     |

## 1/16 финала
| Хозяева               | Счёт         | Гости                        |
| --------------------- | ------------ | ---------------------------- |
| Радиотехник (Рига)    | 7:0          | Алоя                         |
| Юрниекс (Рига)        | 4:1          | Дизелист (Рига)              |
| Фарфорист (Рига)      | 6:2          | Трудовые резервы (Рига)      |
| Целтниекс (Рига)      | 2:1          | Сельмаш (Елгава)             |
| Энергия (Рига)        | 2:2 (п. 4:3) | Адитайс (Огре)               |
| Вента (Вентспилс)     | 1:0          | Вулкан (Кулдига)             |
| Старт (Броцены)       | 2:1          | Доломит (Екабпилс)           |
| Дубна (Прейли)        | 4:4 (п. 4:3) | Сарканайс металургс (Лиепая) |
| ВЭФ (Рига)            | 9:2          | АК №7 (Даугавпилс)           |
| Автомобилист (Елгава) | 9:0          | Бривайс вилнис (Салацгрива)  |
| Торпедо (Рига)        | 7:0          | Сарканайс квадратс (Рига)    |
| Химик (Даугавпилс)    | 3:0          | Яуда (Валмиера)              |
| Олайнфарм (Олайне)    | +:−          | Гауя (Валмиера)              |
| Электрон (Рига)       | +:−          | Лиелупе (Юрмала)             |
| РПИ (Рига)            | +:−          | Динамо (?)                   |
| Прогресс (Рига)       | +:−          | РКИИГА (Рига)                |

## 1/8 финала
| Хозяева            | Счёт         | Гости                 |
| ------------------ | ------------ | --------------------- |
| Энергия (Рига)     | 2:0          | Вента (Вентспилс)     |
| Радиотехник (Рига) | 2:0          | Прогресс (Рига)       |
| ВЭФ (Рига)         | 2:2 (п. ?:?) | Автомобилист (Елгава) |
| РПИ (Рига)         | 1:0          | Торпедо (Рига)        |
| Электрон (Рига)    | 4:1          | Фарфорист (Рига)      |
| Химик (Даугавпилс) | 6:2          | Олайнфарм (Олайне)    |
| Целтниекс (Рига)   | 2:0          | Юрниекс (Рига)        |
| Старт (Броцены)    | 1:0          | Дубна (Прейли)        |

## 1/4 финала
| Хозяева            | Счёт | Гости              |
| ------------------ | ---- | ------------------ |
| Целтниекс (Рига)   | 2:1  | РПИ (Рига)         |
| Электрон (Рига)    | 2:1  | Радиотехник (Рига) |
| Химик (Даугавпилс) | 0:1  | ВЭФ (Рига)         |
| Старт (Броцены)    | 0:1  | Энергия (Рига)     |

## 1/2 финала
| Хозяева         | Счёт | Гости            |
| --------------- | ---- | ---------------- |
| Энергия (Рига)  | 3:2  | ВЭФ (Рига)       |
| Электрон (Рига) | 3:2  | Целтниекс (Рига) |

## Финал
| Дата | Хозяева         | Счёт | Гости          |
| ---- | --------------- | ---- | -------------- |
|      | Электрон (Рига) | 2:1  | Энергия (Рига) |